# Diana & Me
Diana & Me è un film commedia australiano del 1997, diretto da David Parker e interpretato da Toni Collette.
Questa commedia romantica australiana, filmata prima della morte della principessa Diana Spencer, è stata aggiornata con scene aggiuntive girate diversi mesi dopo. Ecco quindi che certe situazioni originariamente intese come spunto comico sono diventate profetiche e dolorose piuttosto che umoristiche.

## Trama
Dopo una cupa sequenza di apertura londinese, con una voce fuori campo che annuncia la morte della principessa Diana, la storia si sposta a Wollongong, in Australia, dove la giovane Diana Spencer (Toni Collette), iscritta a una rivista femminile, scopre di aver vinto un viaggio per due per incontrare la principessa del Galles. La Spencer è affascinata dalla principessa Diana, dal momento che condivide lo stesso nome e lo stesso giorno di compleanno (sebbene sia 10 anni più giovane).
Accompagnata dal fidanzato Mark Fraser (Malcolm Kennard), Spencer arriva a Londra, dove la rappresentante britannica della rivista Carol li accoglie in un hotel. È poi delusa di scoprire che il suo incontro con la principessa non è un faccia a faccia, ma solo un invito a una festa in giardino a cui partecipano centinaia di altri invitati. I problemi sorgono quando Mark viene separato da Diana, che viene arrestata insieme al fotografo britannico Rob Naylor (Dominic West), parte del gruppo di paparazzi che insegue la principessa. In una scena tristemente profetica, i paparazzi partono in una frenetica corsa per ottenere le foto di una celebrità in un incidente d'auto.
Rob riceve un suggerimento sul luogo in cui si trova la principessa e Diana si unisce a lui nel suo appostamento. Dopo che la Principessa compare e la sua auto si allontana, il fotografo Rob inizia una sequenza di inseguimenti senza successo. Il fidanzato di Diana, Mark, decide di tornare in Australia, mentre Rob e Diana tentano di intrufolarsi alla festa di compleanno di Elton John, dove è prevista la presentazione della Principessa. Sono presenti alla festa Bob Geldof, Jerry Hall e Susannah York.
Alla fine Diana non riuscirà ad incontrare il suo idolo ma si innamorerà del fotografo Rob.